# Dean Smith (autocoureur)

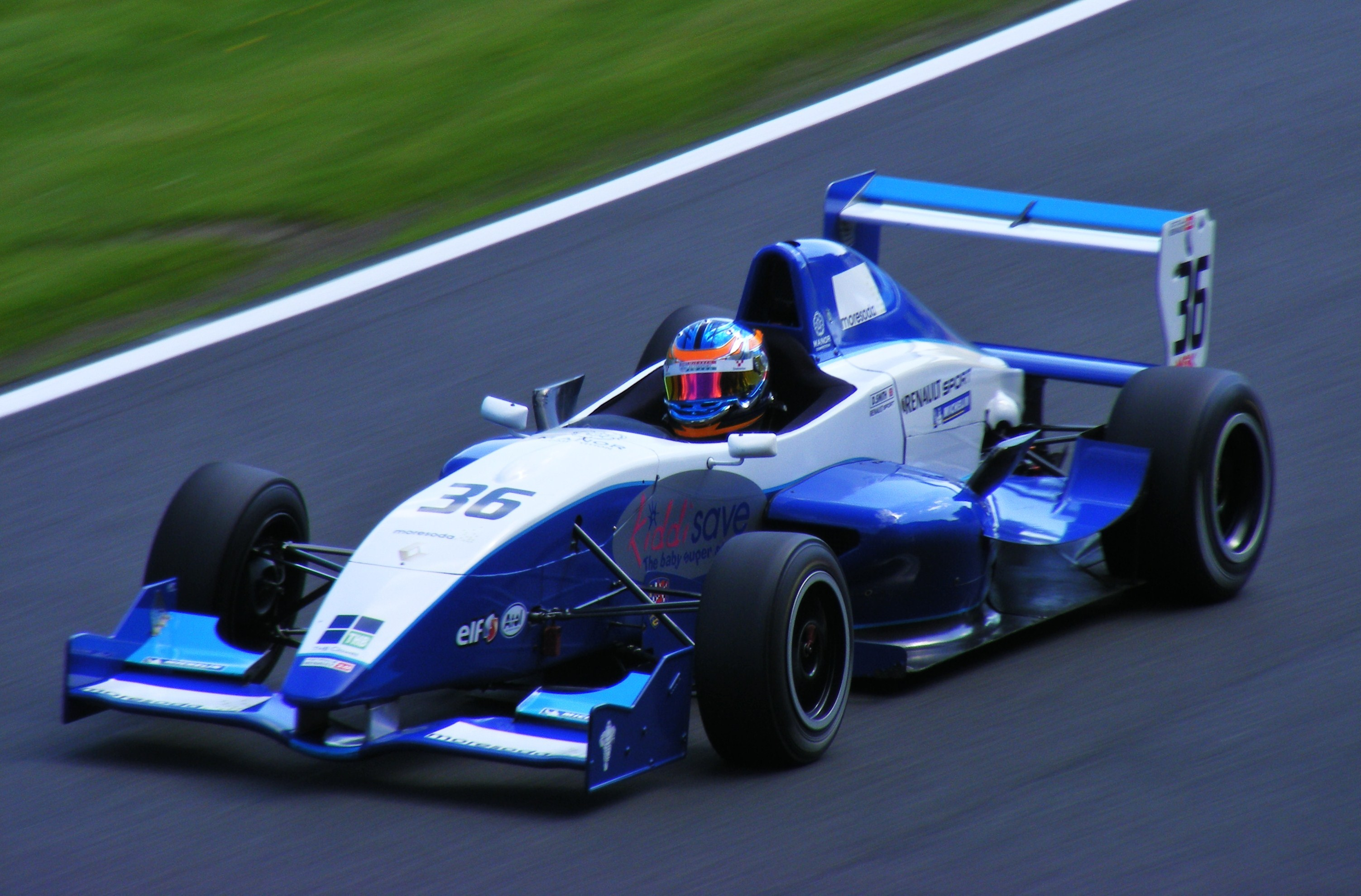
Dean Smith op Oulton Park, 2009

Dean Smith (Wolverhampton, West Midlands, 22 maart 1988) is een Brits autocoureur en de Formule Renault BARC-kampioen van 2009.

## Carrière

### Formule BMW
Nadat hij heeft deelgenomen aan karting, kreeg Smith een studiebeurs in de Formule BMW, waarbij hij als 15e finishte in het Britse kampioenschap. Hij behaalde drie overwinningen op zijn weg naar het kampioenschap in 2005.

### Formule Renault
Smith klom op naar de Formule Renault BARC in 2006, waarbij hij als 9e in het kampioenschap eindigde. In 2007 finishte hij hier als tweede achter teamgenoot Duncan Tappy. Hij maakte de overstap naar de Eurocup Formule Renault 2.0 in 2008 voor Fortec Motorsport, maar finishte laag in het kampioenschap op een 17e plaats. Smith eindigde het jaar met twee vierde plaatsen in zijn Britse Formule 3-debuut met Fortec. Een gebrek aan sponsoren hinderden hem van een volledig seizoen in de Formule 3 in 2009, waardoor hij in de Porsche Carrera Cup ging rijden. Daarna kreeg hij de kans om in de Britse Formule Renault te rijden voor het team Manor Motorsport en behaalde zeven overwinningen op weg naar de titel, ondanks dat hij de openingsraces op het circuit van Brands Hatch miste omdat hij in de Porsche Carrera Cup moest rijden. Hij werd ook tweede in de laatste race van het Eurocup-seizoen op het nieuwe Motorland Aragón in Spanje.
In december 2009 kreeg hij de McLaren Autosport BRDC Award, waarbij hij James Calado, Adam Christodoulou, James Cole, Callum MacLeod en Chrissy Palmer achter zich hield. Als onderdeel van de prijs mag hij een McLaren Formule 1-auto testen.

### GP3
Smith rijdt in 2010 in de nieuwe GP3 voor het team Carlin Motorsport, nadat hij steun kreeg van Racing Steps Foundation. Hij rijdt hier naast de Amerikaan Josef Newgarden en de Braziliaan Lucas Foresti.

## GP3-resultaten
- Races vetgedrukt betekent polepositie, races schuingedrukt betekent snelste ronde

| Jaar | 1         | 2         | 3          | 4          | 5          | 6       | 7       | 8       | 9       | 10      | 11      | 12      | 13      | 14      | 15      | 16      | Rang | Punten |
| ---- | --------- | --------- | ---------- | ---------- | ---------- | ------- | ------- | ------- | ------- | ------- | ------- | ------- | ------- | ------- | ------- | ------- | ---- | ------ |
| 2010 | ESP FEA 4 | ESP SPR 5 | TUR FEA 22 | TUR SPR 10 | VAL FEA 17 | VAL SPR | GBR FEA | GBR SPR | GER FEA | GER SPR | HUN FEA | HUN SPR | BEL FEA | BEL SPR | ITA FEA | ITA SPR | 13*  | 7*     |

* Seizoen loopt nog.